# Кассиан (Безобразов)
Епи́скоп Кассиа́н (в миру Серге́й Серге́евич Безобра́зов; 29 февраля (12 марта) 1892, Санкт-Петербург — 4 февраля 1965, Париж) — епископ Константинопольской православной церкви, епископ Катанский, викарий Западноевропейского экзархата русских приходов. Богослов, экзегет, переводчик Нового Завета.

## Семья, образование, учёные степени
Отец — Сергей Васильевич Безобразов (1857—1936), действительный статский советник (1902), тайный советник (1910). Учился на юридическом факультете Петербургского университета. Начал службу в МВД, во Временной комиссии по крестьянским делам Царства Польского. Старший помощник делопроизводителя (1884) и делопроизводитель (1890) Земского отдела МВД. В 1894 перешёл в Государственную канцелярию на должность старшего делопроизводителя отделения законов, помощник статс-секретаря Государственного совета сначала по отделению законов (1896), затем — по отделению промышленности, наук и торговли (1902). Исправляющий должность статс-секретаря и статс-секретарь, управляющий отделением Свода законов (1907). Сенатор (1916—1917). Писатель. С конца семидесятых годов поместил ряд статей и рассказов в журналах «Семейные Вечера», «Детское Чтение», «Детский Отдых», «Природа и Охота», «Охотничья Газета», «Охотник», «Оружейный Сборник». С 1894 сотрудничал в «Журнале Министерства Юстиции». Мать — Вера Антоновна, урождённая Арцимович.
В 1910 году окончил с золотой медалью 1-ю Санкт-Петербургскую гимназию. В 1914 году окончил историко-филологический факультет Санкт-Петербургского университета по историческому отделению, при котором был оставлен по кафедре истории церкви для подготовки к профессорскому званию. Значительное влияние на него в этот период оказал Антон Карташёв, вместе с которым он работал в Публичной библиотеке.
С осени 1914 года состоял на службе в отделении Богословия Императорской Публичной Библиотеки, где дослужился до должности старшего помощника библиотекаря.
В 1917 году сдал экзамен на степень магистра.
С 21 октября 1917 года — приват-доцент по кафедре истории церкви историко-филологического факультета Петроградского университета.
С 1918 года преподавал на кафедре истории церкви и религии Высших (Бестужевских) женских курсов.
В 1920—1921 годы — профессор по кафедре истории религии Туркестанского государственного университета в Ташкенте.
В августе 1921 года возвратился в Петроград, но был лишён права преподавать в Петроградском университете (одновременно с профессорами Бенешевичем, Глубоковским, Лосским и др.) и читал лекции в Петроградском Богословском институте, созданном вместо закрытой Петроградской духовной академии.
В 1922 году нелегально покинул Россию и поселился в Белграде.
В 1923—1924 годы преподавал в Русско-сербской гимназии в Белграде. Участвовал в деятельности Белградского кружка преподобного Серафима и Братства святой Софии.
С 1923 года активно работает в Русском студенческом христианском движении, участвовал в её съездах в Пшерове и Хопове (Чехословакия).
В 1924 году посвящён в чтецы митрополитом Антонием (Храповицким).
В 1925 году переехал в Париж, получив от митрополита Евлогия приглашение занять в созданном тогда же Свято-Сергиевском Богословском институте кафедру Священного Писания Нового Завета.
В 1925—1939 годы — доцент Свято-Сергиевского богословского института, также преподавал греческий язык.
В 1927 году сделал вступительный доклад на первом Англо-православном съезде.
21 июня 1932 году был пострижен в монашество в русском Афонском Свято-Пантелеймоновском монастыре с именем Кассиан. С 23 июня 1932 года — иеродиакон. С 26 июня — иеромонах.
В 1933 году вновь участвует во встрече православных и протестантских богословов в Нови-Саде.
7 января 1934 года возведён в сан игумена.
Летом 1934 года читает лекции о Православии студентам-богословам разных христианских исповеданий на Женевском экуменическом семинаре.
7 января 1936 года возведён в сан архимандрита.
Летом 1937 года принимал участие в мировой конференции «Вера и церковное устройство» в Эдинбурге.
Летом 1939 года принимал участие в конференции христианской молодёжи в Амстердаме, где выступал в качестве лектора.
В августе 1939 года предпринял паломничество на Афон, где вынужден был задержаться из-за начавшейся войны. Годы войны провёл в русском монастыре святого Пантелеимона в числе его монашеского братства. Здесь он работал над своей докторской диссертацией.
В 1946 году, не выходя из братства монастыря вернулся в Париж; до защиты диссертации в 1947 году он вновь — доцент Свято-Сергиевского Богословского института в Париже по кафедре Священного Писания Нового Завета.
29 июня 1947 года защитил докторскую диссертацию по теме «Водою и кровию и духом: Толкование на Евангелие от Иоанна», став профессором. Почётный доктор богословия Фессалоникийского университета (Греция).
В 1946—1948 годы — член епархиального совета Русского экзархата Константинопольского патриархата.
28 июля 1947 года рукоположён в титулярного епископа Катанского, викария экзарха Константинопольского Патриарха в Западной Европе митрополита Владимира (Тихоницкого). Хиротонию в Париже совершили митрополит Владимир (Тихоницкий) и епископ Сергиевский Никон (де Греве).
С 1947 года — ректор Свято-Сергиевского Богословского института в Париже.
В 1950-е годы по вызову Патриарха Афинагора ездит в Константинополь.
В июне 1954 года делегация Православного Богословского Института в составе его ректора Епископа Кассиана, профессоров А. В. Карташёва и Л. А. Зандера и студентов Г. Р. Вагнера и Ю. Б. Сидоренко посетила, по приглашению Константинопольского Патриарха, Богословскую школу на острове Халки. Делегация пробыла там около трёх недель, познакомилась со строем школы, посетила достопримечательности Константинополя. Епископ Кассиан прочёл серию лекций студентам Богословской школы на острове Халки.
В 1951—1964 годы был председателем комиссии Библейского общества по пересмотру русского перевода Нового Завета. Редактор нового перевода на русский язык Нового Завета, опубликованного во Франции, Великобритании, США, России.
Участвовал в деятельности англиканско-православного Содружества святого Албания и преподобного Сергия Радонежского и экуменического движения. Являлся наблюдателем на II Ватиканском соборе.
Скончался 4 февраля 1965 года в Париже. Похоронен в склепе церкви Успения Божией Матери на кладбище в Сент-Женевьев-де-Буа.

## Научная деятельность
Прекрасный знаток древних языков, епископ Кассиан посвятил всю свою жизнь изучению Нового Завета. По его мнению,

исходная точка православного толкования Слова Божия есть нераздельность и неразлучность Божьего и человеческого в Божественном Откровении. Это общее положение отвечает тому месту, которое Священному Писанию принадлежит в Церкви и которое обязывает нас толковать Священное Писание в свете Священного Предания. Метаисторическое толкование книги Бытия вытекает из тех общих предпосылок толкования Священного Писания, которые составляют содержание Священного Предания. Область метаистории лежит на грани временного и вечного.

## Характеристики деятельности и научных взглядов
Митрополит Евлогий (Георгиевский) так характеризовал его преподавательскую деятельность:

О.Кассиан (С. С. Безобразов), серьёзный и глубокий профессор, пользующийся большой популярностью среди студентов. Человек прекрасного сердца, сильного и глубокого религиозного чувства, он живёт интересами студентов, входит в их нужды, умеет их объединить, дать почувствовать теплоту братского общения. По пятницам к о. Кассиану собирались студенты для дружественной беседы за чаем. О.Кассиан их верный друг, помощник и заступник.

По словам священника Франсуа Руло,

в своей работе преосвященный Кассиан придерживался так называемой «внутренней критики», иначе говоря — изучал новозаветную историю и богословие непосредственно в (и через) Новый Завет. Конечно, он полагал, что изучение исторических условий способно уточнить и даже внести ценные дополнения, но для верующего все это весьма незначительно в сравнении с самим текстом. Можно было бы сказать, что епископ-экзегет придерживается прежде всего и превыше всего речения Блеза Паскаля: «Только Бог способен хорошо говорить о Боге».
Протоиерей Николай Озолин, который был его учеником, так отозвался о нём:

Он принадлежал к поколению людей, каких теперь больше нет, потому что просто такое образование, которое они получили (помимо их личных талантов!), негде больше получать. Владыка Кассиан знал около десяти иностранных языков. И на моей памяти выучил испанский просто так, «ради спорта».

## Труды
- Русский православный богословский институт в Париже. Архивная копия от 7 октября 2014 на Wayback Machine // Путь. — 1925. — № 1. — С. 128—133
- Принципы православного изучения Св. Писания. Архивная копия от 9 апреля 2015 на Wayback Machine // Путь. — 1928. — № 13. — С. 3-18
- Евангелисты как историки. Архивная копия от 9 апреля 2015 на Wayback Machine // Православная мысль. — 1928. — № 1. — C. 7-30
- Новый Завет (рецензия). Архивная копия от 9 апреля 2015 на Wayback Machine // Православная мысль. — 1928. — № 1. — C. 215—218
- Родословие духа. Памяти Константина Васильевича Мочульского Архивная копия от 3 сентября 2019 на Wayback Machine // Православная мысль. — 1949. — № 7. — C. 7-16
- О молитве Господней Архивная копия от 3 сентября 2019 на Wayback Machine // Православная мысль. — 1949. — № 7. — C. 58-84
- Воскрешение Лазаря и Воскресение Христово. Архивная копия от 9 апреля 2015 на Wayback Machine // Путь. — 1929. — № 16. — С. 3-18
- Восточно-Западная научно-богословская конференция в Новом Саду. Архивная копия от 9 апреля 2015 на Wayback Machine // Путь. — 1929. — № 19. — С. 93-103
- Евангелие от Матфея и Марка. Париж, 1931 (новый перевод).
- Евангелие от Луки. Париж, 1932 (новый перевод).
- Евангелие от Иоанна. Париж, 1932 (новый перевод).
- Иисус Неизвестный. Архивная копия от 6 июня 2014 на Wayback Machine // Путь. — 1934. — № 42. — С. 80-87
- Иеромонах Лев Жиллэ: «Иисус Назарянин». Архивная копия от 9 апреля 2015 на Wayback Machine // Путь. — 1935. — № 48. — С. 73-77
- Новый завет в наше время. (История и богословие). Архивная копия от 9 апреля 2015 на Wayback Machine // Путь. — 1938. — № 55. — С. 3-23
- La Pentecote Johannique. — Valence, 1939.
- Царство кесаря пред судом Нового Завета: Актовая речь, читанная в открытом заседании совета Свято-Сергиевского православного богословского института в Париже, 22 (9) февраля 1948 г. Париж: Возрождение. 1949. (2-е издание — М., 2001).
- Христос и первое христианское поколение. Париж, 1950. (Новые издания — М., 2001; М., 2003) Архивная копия от 16 марта 2018 на Wayback Machine
- Сыны Божии Архивная копия от 16 марта 2018 на Wayback Machine// Вестник РСХД. — 1954. — № 31. — С. 4-11.
- La priere des heures. — Paris, 1962.
- Водою и кровию и духом: Толкование на Евангелие от Иоанна. — Медон, 1996. (2-е издание, репринтное — Медон; М., 2001) Архивная копия от 29 августа 2019 на Wayback Machine
- Церковное предание и новозаветная наука/ Архивная копия от 24 апреля 2018 на Wayback Machine М., 2001 г
- Царство кесаря перед судом Нового Завета. М.: 2001
- Да приидет Царствие Твое. Париж; Киев:, 2003.
- Лекции по Новому Завету: Евангелие от Марка. Париж; Киев:, 2003.
- Лекции по Новому Завету: Евангелие от Матфея. Париж; Киев, 2003.
- Лекции по Новому Завету: Евангелие от Иоанна. М.; Париж, 2006.